# Marienhof (Prislich)
Koordinaten: 53° 14′ N, 11° 38′ O
Marienhof ist ein Wohnplatz in der Gemeinde Prislich im Südwesten Mecklenburg-Vorpommerns unmittelbar an der Grenze zu Brandenburg.

## Lage
Marienhof besteht aus einem einzigen, von Bäumen und Büschen umstandenen, Anwesen am Meynbach direkt an der Landesgrenze zu Brandenburg. Der Ort liegt etwa sechs Kilometer südöstlich der Stadt Grabow. Richtung Norden ist die Kerngemeinde Prislich vier, der frühere Gemeindesitz Neese etwa drei Kilometer von Marienhof entfernt. Der nächste kleine Nachbarort ist Hühnerland, etwa einen Kilometer östlich. Auf brandenburgischer Seite schließt sich der Karstädter Ortsteil Klein Warnow an.
Neben Hühnerland ist Marienhof der einzige Teil der Gemeinde Prislich südwestlich der Bahnstrecke Hamburg–Berlin. Vom Verbindungsweg aus Werle bzw. Neese nach Hühnerland zweigt ein Weg nach Marienhof ab.

## Geschichte

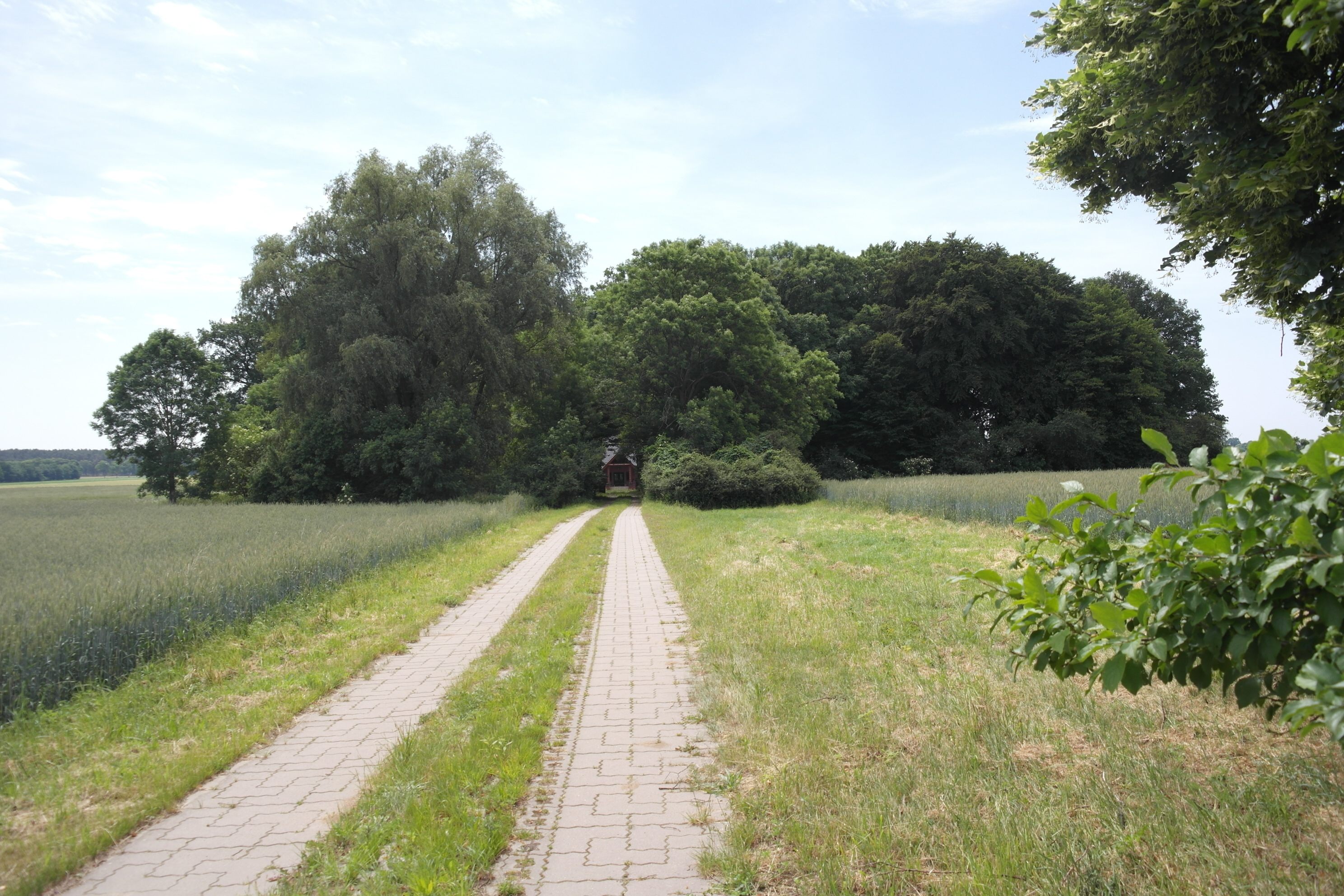
Marienhof

Anfang des 16. Jahrhunderts wurde die Gemarkung Hühnerland aufgeteilt. Der westliche Teil ging an die Familie von Zicker, um 1522 an Georg (Jürgen) von der Jahn auf Neese. Im Jahr 1588 richtete Hans von der Jahn einen „Ackerhof“ ein, die übrigen Teile der Gemarkung blieben zunächst Bauernland. Nach dem Dreißigjährigen Krieg wurden die Bauernstellen vom „Hoff Lüttgen Hunerland“ zur Wüstung. „Der Halbe Hühnerland“ mit seiner Feldmark wurde in den Hauptort Neese einbezogen. Auf dem Nebenhof wurde im 18. Jahrhundert ein Witwensitz eingerichtet, der zunächst „Ohl Fruen Hof“ genannt wurde. Seit etwa 1780 trägt er den Namen Marienhof.
In späteren Jahren wird Marienhof als Meierei klassifiziert. Für das Jahr 1930 sind sieben Einwohner im Ort genannt. Zuständiger Postort und nächstgelegene Bahnstation war das preußische Wendisch Warnow (heute Klein Warnow).
Hühnerland und Marienhof gehörten mehrere Jahrhunderte lang zu verschiedenen Gemeinden. Während Marienhof zu Neese gehörte, war Hühnerland seit 1766 Ortsteil der Gemeinde Werle. Heute gehören alle diese Orte zur Gemeinde Prislich.